# Lorenzo García Huerta
Lorenzo García Huerta (Valverde del Majano (Segovia), 10 de agosto de 1844-1910) fue un poeta y religioso español. 
Ingresó como misionero del Corazón de María y fue ordenado sacerdote en 1888. Dedicó su tiempo a la enseñanza y a escribir, siendo publicados algunos de sus trabajos en periódicos segovianos como El Adelantado. 

## Poeta
Fue artífice de la recolección de leyendas segovianas.
Unas leyendas en verso, El caballo del conde y El rico de Torredondo, le reportaron el Premio de la Sociedad Económica de Amigos del País de Segovia.

## Obras
- La niña muerta (1898)
- La toca de la Fuencisla: [Leyenda] (1902)
- Vida por honra: drama en un acto y tres cuadros en verso (1904)
- Carmeliña: zarzuela en un acto y tres cuadros, en prosa y verso (1906)
- Bodas reales: a propósito simbólico en un acto, dividido en cuatro cuadros y en verso (1907)
- Caballo del Conde
- El rico de Torredondo.

## Premios
- Margarita en el Certamen literario de Lérida, una cítara de plata y una escribanía.
- Premio de la Sociedad Económica de Amigos del País de Segovia.